# العلاقات الباهاماسية السيراليونية
العلاقات الباهاماسية السيراليونية هي العلاقات الثنائية التي تجمع بين باهاماس وسيراليون.

## مقارنة بين البلدين
هذه مقارنة عامة ومرجعية للدولتين:
| وجه المقارنة                                              | باهاماس      | سيراليون       |
| --------------------------------------------------------- | ------------ | -------------- |
| المساحة (كم2)                                             | 13.88 ألف    | 71.74 ألف      |
| عدد السكان (نسمة)                                         | 395.36 ألف   | 7.56 مليون     |
| الكثافة السكانية (ن./كم²)                                 | 28.48        | 105.38         |
| العاصمة                                                   | ناساو        | فريتاون        |
| اللغة الرسمية                                             | لغة إنجليزية | لغة إنجليزية   |
| العملة                                                    | دولار بهامي  | ليون سيراليوني |
| الناتج المحلي الإجمالي (بليون دولار)                      | 12.16 مليار  | 3.77 مليار     |
| الناتج المحلي الإجمالي (تعادل القوة الشرائية) بليون دولار | 8.92 مليار   | 10.13 مليار    |
| الناتج المحلي الإجمالي الاسمي للفرد دولار أمريكي          | 22.82 ألف    | 653            |
| الناتج المحلي الإجمالي للفرد دولار أمريكي                 |              | 1.97 ألف       |
| مؤشر التنمية البشرية                                      | 0.790        | 0.413          |
| رمز المكالمات الدولي                                      | +1242        | +232           |
| رمز الإنترنت                                              | .bs          | .sl            |
| المنطقة الزمنية                                           | 00           | 00             |

## منظمات دولية مشتركة
يشترك البلدان في عضوية مجموعة من المنظمات الدولية، منها:
| علم المنظمة | اسم المنظمة                                 | تاريخ انضمام باهاماس | تاريخ انضمام سيراليون |
| ----------- | ------------------------------------------- | -------------------- | --------------------- |
|             | مؤسسة التنمية الدولية                       | 23 يونيو 2008        | 13 نوفمبر 1962        |
|             | مؤسسة التمويل الدولية                       | 8 ديسمبر 1986        | 10 سبتمبر 1962        |
|             | منظمة حظر الأسلحة الكيميائية                | ?                    | ?                     |
|             | الأمم المتحدة                               | 18 سبتمبر 1973       | 27 سبتمبر 1961        |
|             | الاتحاد الدولي للاتصالات                    | 19 أغسطس 1974        | 30 ديسمبر 1961        |
|             | منظمة الشرطة الجنائية الدولية               | ?                    | ?                     |
|             | البنك الدولي للإنشاء والتعمير               | 21 أغسطس 1973        | 10 سبتمبر 1962        |
|             | الاتحاد البريدي العالمي                     | ?                    | ?                     |
|             | المركز الدولي لتسوية المنازعات الاستشارية   | 18 نوفمبر 1995       | 14 أكتوبر 1966        |
|             | وكالة ضمان الاستثمار متعدد الأطراف          | 4 أكتوبر 1994        | 20 يونيو 1996         |
|             | مجموعة دول أفريقيا والكاريبي والمحيط الهادئ | ?                    | ?                     |
|             | يونسكو                                      | 23 أبريل 1981        | 28 مارس 1962          |
|             | دول الكومنولث                               | ?                    | 1961                  |